# Saitis chaperi
Saitis chaperi är en spindelart som beskrevs av Simon 1885. Saitis chaperi ingår i släktet Saitis och familjen hoppspindlar. Inga underarter finns listade i Catalogue of Life.